# 第六套輕油裂解廠

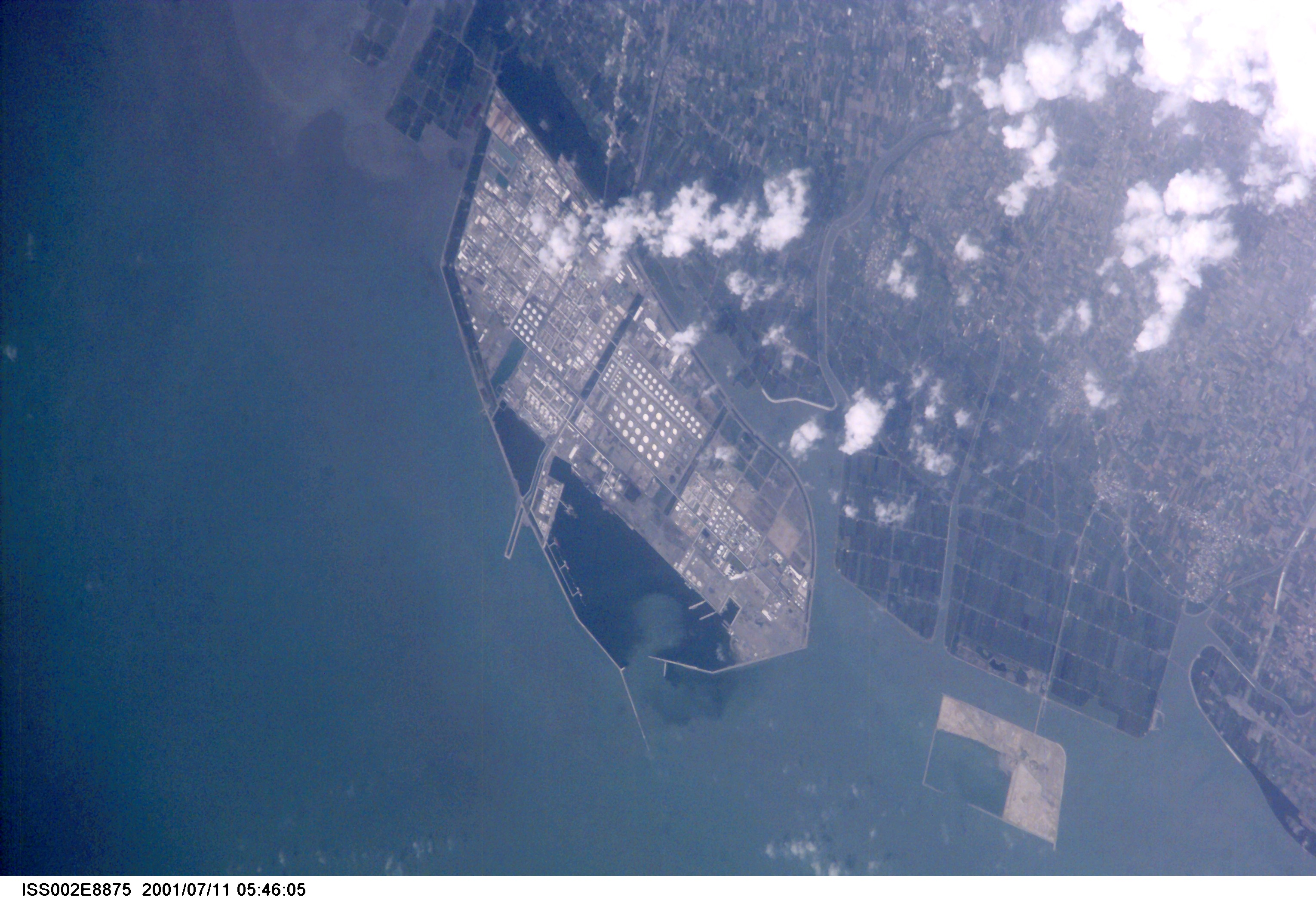
麥寮六輕工業區

第六套輕油裂解廠，通稱六輕，是位於臺灣雲林縣麥寮鄉的煉油廠，坐落於麥寮沿岸的雲林離島式基礎工業區，由台塑集團投資開發與經營。其為台灣第6座輕油裂解廠因而得名，也是台灣第一座民營煉油廠。
六輕於1994年7月正式動工，1998年開始營運。除了六輕之外，台塑集團亦在該廠周圍興建與石油化學相關的數座工業設施，統稱為「六輕計劃」。台塑集團也曾承諾六輕會帶動雲林的工作機會，以及會在麥寮附近有醫院以及其他建設。其中，雲林長庚醫院已在2009年12月正式開幕啟用，開幕即承擔雲林沿海24小時急診重任，門診涵括22個專科次專科，並提供一般病房住院及加護病房重症醫療服務。服務範圍與規模將會陸續擴展，成為更完整的全方位綜合醫院。此外，六輕的正式員工約1萬2千多人。

## 歷史

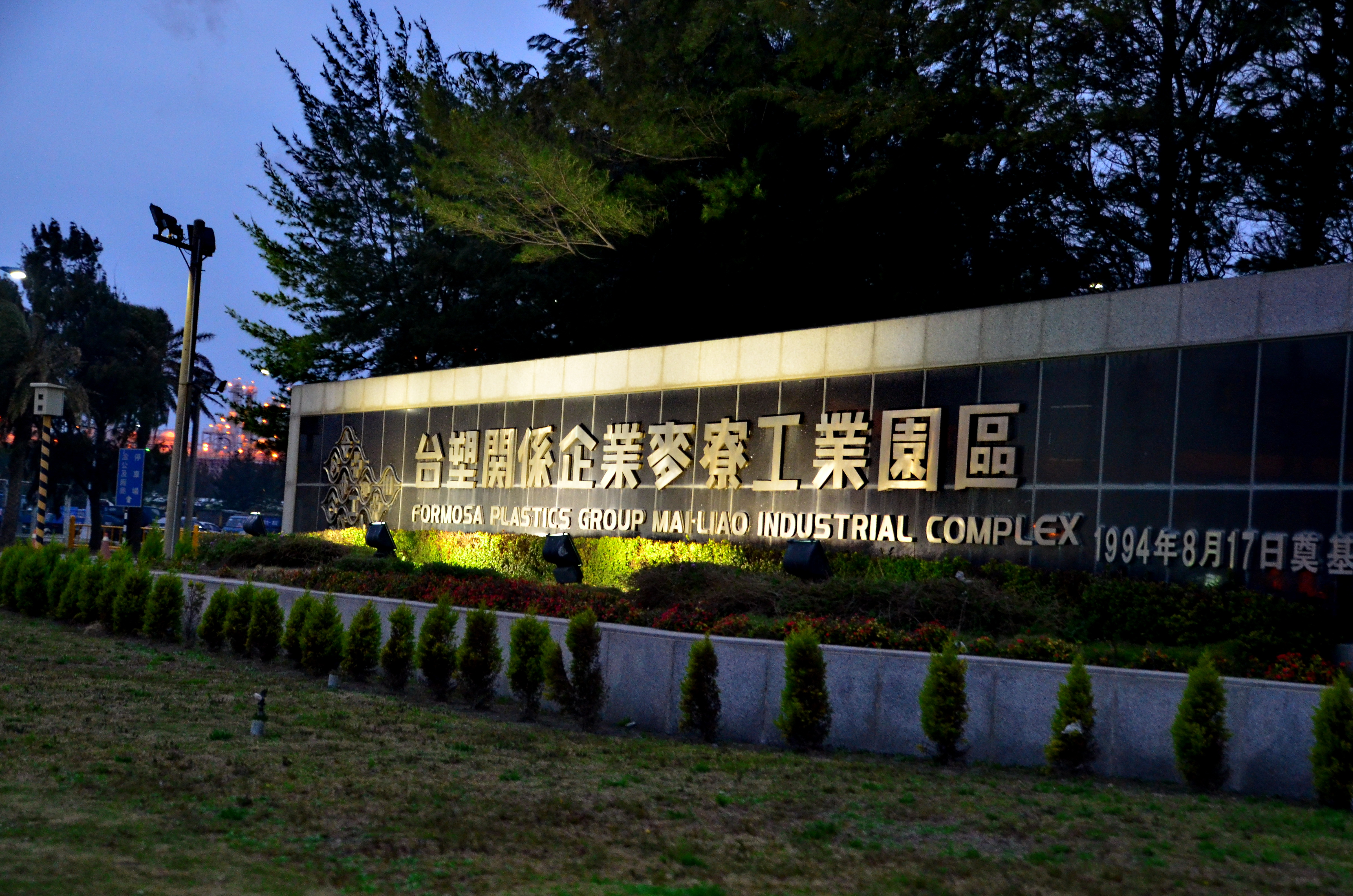
台塑六輕工業園區

1973年，台灣第一次遭逢石油危機，台塑原物料的供應受到衝擊。為了確保中下游生產鏈有穩定的原物料供應，台塑多次為了利益向經濟部提出申請設廠。直到1986年，才在第四次申請通過，但在宜蘭利澤、桃園觀音、嘉義鰲鼓的廠址候選用地無法解決下，最後選定於雲林麥寮設廠。
1990年10月20日，郝柏村在行政院院會中指示，認為有環保爭議的第六套輕油裂解廠是「政府核定的重大經建計畫，因此一定要建。國家建設所考量的是整體的利益，不能因一地或一少部分人利益而否決全民利益」。不顧民意反對之六輕建成後出現環保爭議，雖六輕約有六成的產品出口，但二氧化碳的排放量約為台灣的總排放量的1/5，每年產生1萬6,000噸的硫氧化物與3,340噸的懸浮微粒。。
1994年7月，六輕正式動工，以填海造地方式在麥寮西海岸鋪出新生地，並成立台塑石化管理工業區及麥寮工業區專用港管理公司管理麥寮港。第一期工程於1998年完工，並開始營運。如今，台塑在六輕投資總金額達新台幣6,528億元，第一期－第四期的完工面積，共計26.03平方公里，其中有22.55平方公里土地是填海造地而來。廠區內擁有一座自身專用港（麥寮港）、發電廠、汽電共生廠，這些設備是首次由非官方建造的紀錄。
2010年上半年發生三起工安意外令社會大眾十分憂心，環保議題再起，儘管如此政府依舊漠視此問題。
2011年1月10日，雲林縣政府公布「雲林縣六輕工業區環境保護監督委員會設置要點」，作為應對六輕問題之方針。

## 争议

### 火灾事故
2011年5月12日，5道2路上的公共管線因為LPG（液化石油氣）廠管線洩露導致大火發生。只是停產廠房尚未全面復工，18日晚間六輕卻再傳火警，讓附近居民憤怒。當地居民19日召開記者會，痛斥六輕枉顧居民安全，立委劉建國也表示，六輕多次意外，代表管理能力出問題，但政府放任六輕，也表示政府的監督能力失靈。
2011年7月26日輸送氫氣的公共管線破裂引發大火，7月30日凌晨麥寮一廠輕油廠（煉三廠RCC單元）發生火勢。台塑麥寮六輕廠近1年來發生7次火災，不僅燒出民眾的怒火，更讓台塑化董事長王文潮、總經理蘇啟邑雙雙遞出辭呈。
2013年2月14日，於麥寮台塑工業園區一路一道南亞BPA 丙二酚廠發生火警，雲林縣消防局接獲環保署毒化災應變中心通知，立即派遣麥寮分隊、北五小隊，共5車9人前往搶救。到達現場時，現場已由台塑廠區消防分隊自行撲滅，並以水線持續降溫中，現場無人員傷亡，勞委會已要求相關系統停工。。
2013年5月2日，傳出火警，地點是在台化芳香烴二廠一處進料幫浦軸封洩漏起火，還好火勢不大，大火也在20分鐘內就被撲滅，並沒有人員傷亡。六輕管理部表示，起火原因初步認定是馬達過熱所造成的，安衛環中心也到現場監測空氣品質，初步偵測結果是並無超限。
2019年4月7日下午2點，台塑六輕工業區台化公司芳香烴三廠傳出氣爆火警，濃濃黑煙直竄天際，強烈爆炸威力20公里外都聽到「碰」的巨響，附近的海豐村民宅牆壁龜裂、圍牆傾倒、玻璃被震碎、矮牆位移破損，所幸無人傷亡，六輕致歉表示是液化石油氣（LPG）管線破裂所致，消防隊雖在當日下午4時控制火勢，但因管線中殘留氣體未燃燒完畢，殘火延燒至8日下午3點51分才宣告熄滅，雲林縣長張麗善裁示依空污法第32條行為法重罰500萬元，事故廠區於調查報告出爐前，勒令停工。4年來台化六輕廠2次氣爆，不僅燒出民眾的怒火，災後第二天協調會，六輕管理部副總經理陳文仰也出面代表公司向居民及社會大眾鞠躬道歉。。

### 環保爭議
- pH值12.4的副產石灰在六輕廠區係以2座山型堆置存放，外部以防塵網覆蓋[18]。根據經濟部工業局表示，台塑的石膏是可以再利用的副產品，但因為法規等因素，被歸類在廢棄物，後續將成立專案計畫，針對相關法規與標準作業程序等進行分析，研擬解決方案[19]。
- 六輕進行節水改善多年，每日用水量從2007年大約33萬噸，至2019年降至27萬噸[20]。根據經濟部水利署的數據，從集集攔河堰引用約佔5.2%的水源[21]，另根據行政院「雲彰地區地層下陷具體解決方案暨行動計畫」，雲林地區地層下陷主要原因係長期超量抽取地下水導致[22]。
- 依集集攔河堰水源運用資料，108年集集堰供給農業、工業及公共用水量共20.47億噸，其中雲林灌區農業用水量10.02億噸，彰化灌區農業用水量8.96億噸，總農業用水量18.98億噸（佔92.8%），工業用水量0.98億噸（佔4.8%），公共用水量0.50億噸（佔2.4%）。[23]
- 濁水溪揚塵早在日據時代為即有的現象，因此當時即積極建設保安林，並設置於人民生活圈附近，以減緩河川揚塵對當地居民之影響[24]，且說集集堰是為六輕而建顯非事實，只能說集集堰因六輕而更具經濟效益[25]。
- 依環保署溫室氣體登陸平台資料[26]，六輕二氧化碳的排放量2019年為4,058萬噸，全國排放量為25,872萬噸，六輕佔全國的15.7%（扣除售電予台電公司後，排放量為2,879萬噸，佔全國的11.1%）。
- 依環保署空氣污染排放量查詢系統[27]，排放清冊TEDS9.0版的2013年排放資料，六輕排放量為6,848噸硫氧化物與1,241噸懸浮微粒，全國排放量為116,943噸硫氧化物與385,308噸懸浮微粒，六輕佔全國的5.86%及0.3%。
- 台灣PM2.5來源，依環保署空氣污染排放量清冊資訊系統（TEDS 10.1版），排放量最高為車輛揚塵7,977公噸（占全台比率12.7%），其次分別為大貨車6,490公噸（10.3%）、建築/施工4,301公噸（6.8%）、裸露地表3,508公噸（5.6%）、農業操作3,500公噸（5.6%），而電力業為3,029公噸（4.8%）、化學製造業為1,387公噸（2.2%）、石油煉製業為277公噸（0.4%）[28]。
- 因為地處海岸邊，海風和砂石對於工廠和管線具有嚴重的侵蝕性，所以管線老舊程度較一般設在內陸的工業區更加速，在發生過多次工安事故後，六輕痛定思痛決定全面更新強化管線及管架，除了拆除舊公共管線99條及汰換管線72條，且斥資140億元耗時2年，新建139條最高安全規格之地上公共管線，全長345公里，所有管線均加上3道底漆塗裝，耐用年限皆已提升至30年以上，以對抗沿海地區惡劣氣候。2013年雲林縣議會第17屆第8次定期大會安排訪視，雲林縣議會議長蘇金煌和多名議員，除了肯定台塑企業斥資改善設備的努力，也期盼繼續提升環保、工安及做好雲林好鄰居角色。[29][30][31]
- 2013年9月11日，環保署環境督察總隊，以無人飛機進行空拍，發現3千多個化學、石油及石油製品儲槽，比台塑自行提報的1,875座，數量多出1,200多個。這些儲槽容量平均一到5萬立方公尺，有4到5層樓高，最大的更有13萬立方公尺，環保署依《環評法》要求台塑清查有無滲漏污染，並提出報告。台塑對外表示，這些未申報的儲槽是儲存廢水之用，不用進行環境影響評估[32]。環保團體向來質疑台塑麥寮六輕廠區的環保防治成效，更認為有短報儲槽數量的情況，台塑為了讓外界更了解六輕在環保上所投注的心力，特別舉辦媒體實地參觀活動，台塑指出，六輕1－4期總投資金額達5,744億元，其中投注在環保的金額達956億元，占16.7%，目前六輕所設儲槽暨其他相關設施數量共達3,953座，其中儲槽數量為1,126座，其餘則屬藥劑存放、雨水存放等相關設施，並沒有所謂短報的掩飾做法。台塑強調，所有的存放設施從空拍圖上來看，就是一個個的圓槽，但並不是每個圓槽都是儲槽，這也是引來環保團體質疑的原因，所以，特別開放廠區內的儲槽區，讓媒體可以了解儲槽的功能及在防漏、防污染上的設計與運作方式。[33][34]

### 健康風險
2011年，國立中興大學環境工程系教授莊秉潔對六輕工業區提出研究報告，認為台塑六輕排放物恐增加居民罹癌風險。
2012年4月，台塑集團中的台化纖維公司、麥寮汽電公司對莊秉潔提出刑事與民事訴訟，刑事部份提告毀謗，民事部份提出毀損名譽損害賠償，求償四千萬元，並要求在各大報刊登道歉啟示。檢察官就刑事部份不起訴。2013年9月4日，民事部份，法庭判決駁回。
2013年，台大公衛學院教授詹長權提出研究報告，距離六輕十公里範圍內的全癌症粗發生率，2008年至2010年為1999至2001年的4.07倍，且雲林台西及麥寮兩地的癌症粗發生率明顯高於雲林縣。台塑回應指出，依衛福部資料，全國各縣市罹癌率均呈上升趨勢。以彰化大城鄉為例，1999年至2009年罹癌率增加4.5%，低於全國平均增加率48.6%。以受空氣品質影響較大的肺癌來說，大城鄉於六輕營運後，增加2.5%，也低於全國平均增加52.6%，反駁六輕引發癌症說法並無科學證據。
2018年，麥寮鄉民林氏兄弟，引用詹長權教授報告，認為六輕之中臺灣塑膠工業股份有限公司等5家公司排放廢氣，造成其母親罹癌而死亡，據以提出民事訴訟，然法院認定已窮盡調查之力，仍難以認定因果關係存在，依法駁回。

### 六輕延年益壽論
2010年11月，中國時報以「六輕十年雲林人更長命」為標題報導環保署長沈世宏的言論。
署長提出雲林人在六輕興建的十年中壽命延長了兩百多天，並試圖暗示興建六輕所造成的後續效應對雲林人的健康並非有害甚至有其益處，稱之為《六輕延年益壽論》。此舉引起民眾反譏，「環保署為公平起見，不讓好處由雲林人獨享，八輕必須在台北市內興建以達公平正義」。
後因遭反彈，中國時報全面撤下此報導，網路上已查不到此報導，只有民眾自行備份網誌。立法委員劉建國因在立法院以此新聞質詢環保署長沈世宏，為唯一有此新聞備份的正式政府單位。 
相關爭議內容，環保署亦發布新聞稿『回應有關「六輕十年 雲林人更長命？—沈世宏的推論謬誤」乙文』，對外說明「沈署長只是嘗試提醒大家，任何問題不是只能從一個面向或某個角度觀察而據以作成結論。」
沈世宏離任後連同總統府前發言人范姜泰基和前新竹市長許明財分別出任中油轉投資的森霸電力、淳品公司、環能海運的董事長。

## 獲獎記錄
- 麥寮工業專用港於2018年9月獲得歐洲海港組織(European Sea Ports Organisation, ESPO)肯定，成為台灣首座榮獲「綠色生態港埠認證」之工業專用港[41]

- 經濟部能源局「節能標竿獎」[42]：

2018年台灣化學纖維股份有限公司合成酚廠，銀獎。

2019年台塑石化股份有限公司煉油事業部，銀獎。

2020年台塑石化股份有限公司烯烴三廠，銀獎。

- 經濟部水利署「節約用水績優獎」[43]：

2018年台灣化學纖維股份有限公司純對苯二甲酸廠。

2018年台塑石化股份有限公司煉油事業部。

2019年台灣塑膠工業股份有限公司氯乙烯廠。

2019年台灣化學纖維股份有限公司麥寮苯乙烯廠。

2019年台塑石化股份有限公司烯烴一廠。

2020年台塑石化股份有限公司烯烴二廠。

- 經濟部工業局「產業溫室氣體自願減量績優廠商」[44][45][46]：

2018年台灣化學纖維股份有限公司芳香烴三廠。

2018年台塑石化股份有限公司烯烴二廠。

2019年台塑石化股份有限公司烯烴一廠。

2019年台塑石化股份有限公司煉油事業部。

2020年台塑石化股份有限公司煉油事業部。

## 當地發展
雲林縣以農漁業、糖業為主要產業，青壯年人口外移，第二、三級產業在臺灣西部各縣市中規模較小。當地以務農、捕魚等為業的居民起先「鑼鼓喧天歡迎六輕的來到，期盼風頭水尾的農漁偏鄉，搖身一變成工業重鎮」，但自完工以來大量的資金流動除了影響當地治安，與大自然接觸的農民發現在地環境生態、甚至自身的健康也走下坡，便逐漸傳出抗議聲浪，尤以許厝分校之遷校爭議為最。六輕事後進行的補償方案與生態再造措施，也受到相當多的正反論調的討論和檢討。
「全台各縣市家庭可支配所得」的資料中，雲林縣很多年都在倒數名次，這顯示出雲林縣的貧窮情況十分嚴重，並沒有如同當年六輕動工前中央政府官員保證的那般因六輕而脫離貧窮。
由於早期中央政府的重北輕南政策，時至今日，雲林帶給人們的印象通常除了「臺灣的糧倉」之外，就是俗稱為六輕的第六套輕油裂解廠。
然而，從雲林縣政府戶政的「歷年人口數」來看,雲林縣從2003年的總人數740,501人，到2019年的681,306人，僅減少59,195人，主要還是受到出生人口逐年遞減的影響（2009年出生8,888人、2019年僅4,251人)，尤其雲林麥寮自六輕設廠後，人口逐年上升，統計至2020年12月已有47,951人，是雲林縣人口第三多的行政區（僅次於斗六市、虎尾鎮）。

## 交通
廠區內交通主要仰賴雲林生活圈一號聯外道路及縣道154線，皆呈東西向，可聯絡台17線與台61線（西濱快速公路），再藉由周邊地區的公路輔助下，腹地向外延伸，可至中山高速公路與台78線快速公路。另外，工業區其它公路因運輸效能不敷使用，政府為求改善，已經有意將通往工業區的重要公路先行實施拓寬，同時可減少交通事故發生機率。

### 附近道路
- 省道
  - 台17線
  - 台61線
    - 216 橋頭

- 縣道
  - 154縣道

- 鄉道
  - 雲1線
  - 雲1-2線
  - 雲1-4線

## 外部連結
- 台塑企業-六輕之美 （页面存档备份，存于）
- 六輕工安事件資訊網
- 六輕與癌症顯著相關 所得最低罹癌最高 雲林的無奈與憤怒 （页面存档备份，存于）
- 南風─PNN公視新聞議題中心
- 空氣品質差 雲林PM2.5濃度達紫色警戒 （页面存档备份，存于）